# Miklós Gábor
Dans le nom hongrois Gábor Miklós, le nom de famille précède le prénom, mais cet article utilise l’ordre habituel en français Miklós Gábor, où le prénom précède le nom.
Miklós Gábor, né le 7 avril 1919 à Zalaegerszeg – mort le 2 juillet 1998 à Budapest, est un acteur hongrois.

## Filmographie partielle
- 1941 : Európa nem válaszol de Géza von Radványi
- 1948 : Mágnás Miska de Márton Keleti
- 1948 : Valahol Európában de Géza von Radványi
- 1951 : Un drôle de mariage (Különös házasság) de Márton Keleti
- 1952 : Állami Áruház de Viktor Gertler
- 1955 : A 9-es kórterem de Károly Makk
- 1955 : Budapesti tavasz de Félix Máriássy
- 1958 : Les cloches sont parties à Rome (A harangok Rómába mentek) de Miklós Jancsó
- 1963 : Une rue comme il faut (Kertes házak utcája) de Tamás Fejér
- 1964 : Egy ember, aki nincs de Viktor Gertler
- 1966 : Père (Apa) d’István Szabó
- 1961 : Les cigognes s'envolent à l'aube (Alba Regia) de Mihály Szemes
- 1968 : Les Murs (Falak) d’András Kovács
- 1970 : N.N., a halál angyala de János Herskó